# Ferdinand Heinrich Grautoff

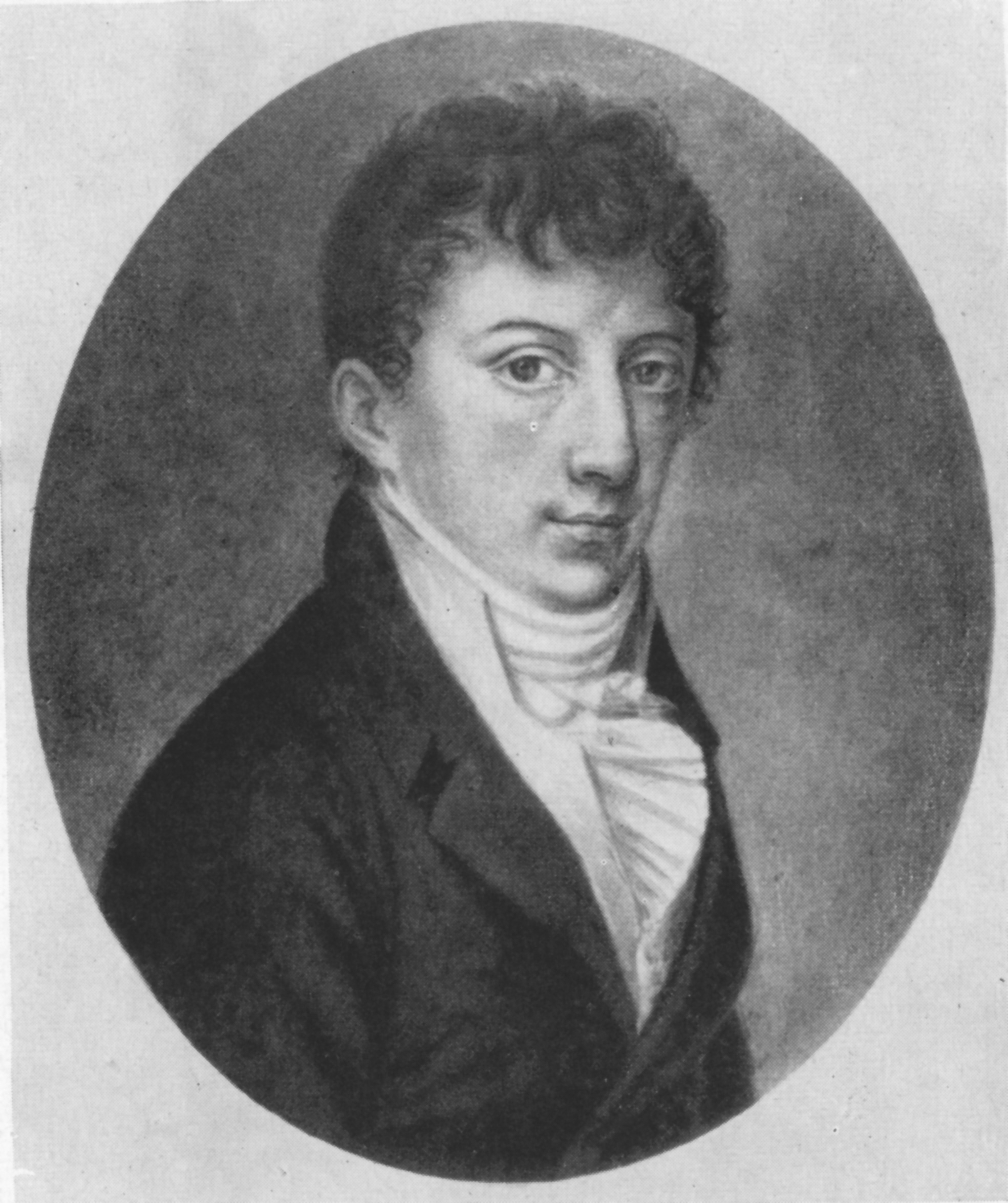
Ferdinand Heinrich Grautoff

Ferdinand Heinrich Grautoff (* 27. Mai 1789 in Hamburg-Kirchwerder; † 14. Juli 1832  in Lübeck-Israelsdorf) war ein deutscher Lehrer, Bibliothekar und Polyhistor.

## Leben
Nach dem Besuch der Gelehrtenschule des Johanneums in Hamburg studierte Grautoff hauptsächlich in Leipzig und für ein Semester in Berlin evangelische Theologie. 1813 wurde er Augenzeuge der Leipziger Völkerschlacht und hielt seine Erlebnisse in einem später veröffentlichten Tagebuch fest.
Grautoff wurde zunächst Hofmeister des Grafen Solms-Laubach in Leipzig und Baruth/Mark, wo er an Typhus erkrankte.
Wieder genesen, wurde Grautoff in Wittenberg promoviert und kam als Kandidat der Theologie nach Lübeck. Hier entschied er sich für den Schuldienst und wurde Lehrer am Katharineum zu Lübeck.
Er unterrichtete vor allem Religion, Geographie und alte Sprachen, später auch Geschichte.
Mit der Stelle des 3. Professors der Schule, die Grautoff 1819 erhielt, war zugleich, wie schon seit 1620, die Leitung der Stadtbibliothek verbunden. Grautoff ging mit großem Eifer an die Neuorganisierung der Bibliothek, die während der Lübecker Franzosenzeit lange brachgelegen hatte. Dazu gehörte auch die Pflege der städtischen Münzsammlung.
Vermutlich mitausgelöst durch die Spätfolgen der Typhuserkrankung, verstarb Grautoff schon mit 43 Jahren.
Sein Nachfolger in Schule und Bibliothek wurde Ernst Deecke, der wie Grautoff zu den Mitbegründern der „Neuen Lübeckischen Blätter“ gehörte.
Zu Grautoffs Enkeln gehörten der Kunsthistoriker Otto Grautoff und der Journalist Ferdinand Grautoff.

## Werke
Grautoff schuf mit seinen geographischen Tabellen (1832) ein häufig wiederaufgelegtes Erdkunde-Lehrbuch. Seine lokalgeschichtlichen und numismatischen Forschungen verband er in der unvollendet hinterlassenen Geschichte des Lübeckischen Münzfusses.
Grautoffs Hauptwerk ist vom Beginn der Monumenta Germaniae Historica inspiriert, die er begeistert unterstützte. So begann er eine großangelegte Ausgabe der Lübeckischen Chroniken in niederdeutscher Sprache, konnte jedoch krankheitsbedingt nur 2 Bände bis zum Lesemeister Detmar vollenden, die den Zeitraum vom Hochmittelalter bis 1485 abdecken.
1836 erschienen seine Historische Schriften aus dem Nachlasse in drei Bänden, die auch seine Tagebuchaufzeichnungen von 1813 enthalten.

## Ferdinand Heinrich Grautoff-Stiftung
2001–2012 bestand in Lübeck eine unselbständige Stiftung, unter dem Dach der Gesellschaft zur Beförderung gemeinnütziger Tätigkeit gegründet. Der Stiftung, deren Anfangskapital von Gerhard Ahrens gestiftet wurde, hat der Stadtbibliothek bei der Restaurierung solcher Stücke geholfen, die nach kriegsbedingter Auslagerung und Verschleppung als Beutekunst in die Sowjetunion in den 1990er-Jahren, hauptsächlich aus Armenien und Georgien, restituiert wurden. Unter den ersten Nutznießern der Stiftung befanden sich – dem Namensgeber angemessen – die Rehbein-Chronik (ein zwölfbändiges Manuskript von 1629) sowie die handschriftlichen Lübecker Chroniken von Hermann Korner und Reimar Kock.